# レオノーレ序曲第1番
『レオノーレ』序曲第1番 作品138（レオノーレ じょきょくだい1ばん さくひん138）は、ルートヴィヒ・ヴァン・ベートーヴェンが作曲した序曲。オペラ『フィデリオ』のために作曲された4つの序曲の1つ。

## 概要
ベートーヴェンの生前には演奏されず、ベートーヴェン没後1年近く経た1828年2月7日にウィーンでベルンハルト・ロンベルクの指揮により初演された。出版はその前後に行われた遺品競売の際に楽譜を落札したトビアス・ハスリンガーにより、初演から4年後の1832年に行われている。この出版の際に、表紙に「オペラ『レオノーレ』のために、1805年に作曲されたもの」と記されたことと後述の作曲動機の諸説のため、レオノーレ序曲「第1番」と呼ばれるようになった。
ベートーヴェンの唯一のオペラ『フィデリオ』は、最初『レオノーレ』のタイトルで1805年11月20日に初演されたが、これは失敗に終わっている。全3幕で、その第1幕が異常に長かったことと、台本が稚拙であったなどが原因とされているが、ベートーヴェンは1806年の3月には新たに2幕版の改訂初演に臨んでおり、この2幕版は一応の成功を収めている。しかし1813年から三たび台本を含めた改訂を試み、曲目も『フィデリオ』と変えて1814年5月23日にケルントナートーア劇場で初演、ついに大きな成功と喝采を博した。この過程で序曲も第1番と初稿のための『レオノーレ』序曲第2番、第2稿のための『レオノーレ』序曲第3番、決定稿への『フィデリオ』序曲と4つも作曲されている。
第1番は作曲年代において1805年説と1807年説があり、1805年説は「1805年に作曲されたものの、ベートーヴェン自身はもちろんパトロンも内容が軽すぎると感じ、また出来ばえに満足しなかった」というアントン・シンドラーの説明を典拠に、また1807年説は「1807年にプラハでの上演が計画された際に作曲されたものであったが、最終的にこの計画は実現しなかった」というイグナーツ・フォン・ザイフリートやグスタフ・ノッテボームらによる説明が典拠となっている。両説のどちらが正しいかを確認する手立ては不明瞭だが、ハスリンガーが落札した楽譜中の第1ヴァイオリンのパート譜には、ベートーヴェン自身の筆によるものと推定されている「性格的序曲」という記述はあるものの、『フィデリオ』（『レオノーレ』）と直接に関連付けられる記述はない。

## 楽器編成
フルート2、オーボエ2、クラリネット2、ファゴット2、ホルン4、トランペット2、ティンパニ、弦五部

## 楽曲構成
ハ長調、序奏をもつ変則的なソナタ形式。演奏時間は約10分。
4/4拍子、アンダンテ・コン・モートの動きの細かい序奏に続いて、2/2拍子、アレグロ・コン・ブリオの主部に入り、付点リズムを強調した快活な第一主題になだらかな第二主題が続く。展開部にあたる部分には、オペラ中のアリア「人生の春の日に」（第2、第3番でも用いられている）をもとにした3/4拍子、変ホ長調のアダージョが置かれる。型通りの再現部と第一主題を扱ったコーダが続き、一旦弱めたあと主和音の強奏が反復されたのち、強い形によって曲は結ばれる。前述のように楽譜そのものに『フィデリオ』（『レオノーレ』）と直接に関連付けられる記述はないものの、アリアを引用するなどの点から『フィデリオ』（『レオノーレ』）とは関連がない作品とも言い切れないのも、また事実である。